# Аббасов, Агиль Магомед оглы
Агиль Мухаммед оглы́ Абба́сов (азерб. Aqil Məhəmməd oğlu Abbasov; род. 1 апреля 1953, село Баят, Агджабединский район) — депутат Национального собрания Азербайджана III, IV, V, VI, VII созывов. Поэт, писатель, журналист. Более известен под псевдонимом Агиль Аббас. Заслуженный журналист Азербайджана (2005).

## Биография
Родился 1 апреля 1953 года в с. Боят Агджабединского района. Окончил филологический факультет Бакинского государственного университета.
С 1976 года работал учителем в школе-интернате г. Ахсу.
С 1977 года являлся заведующим отдела журнала «Наука и жизнь». С 1987 года являлся заведующим отдела газеты «Советское село»
С 1990 по 2005 год являлся главным редактором газеты «Ədalət» («Справедливость»).
В 2002 году стал победителем в номинации «журналист года», в результате опроса, проведённого исследовательским центром «Общественное мнение» и издаваемой в России газетой «Миллетин газети» (Газета народа).
Автор 20 книг и 1 сценария фильма.
Лауреат премии Ленинского комсомола, премий «Араз», «Дан Улдузу», «Золотое перо», «Золотое слово».
Член Союза писателей Азербайджана.
Член правления Совета печати Азербайджана.
6 ноября 2005 года избран депутатом Милли Меджлиса третьего созыва от 83-го Агджабеди-Агдамского избирательного округа как независимый депутат.
Депутат Национального собрания Азербайджана III, IV, V, VI созывов.
В 2024 году на парламентских выборах в Азербайджане, которые состоялись 1 сентября, одержал победу в Физули-Агджабединском избирательном округе №85. Официально избран депутатом Милли Меджлиса Азербайджана седьмого созыва, первое заседание которого состоялось 23 сентября 2024 года.
Член комитетов парламента по обороне, безопасности, культуре
Член межпарламентской комиссии по сотрудничеству между парламентами Азербайджана и России

## Избранные произведения
1. «Любимая, с домами поперёк», (азерб. «Evləri köndələn yar»). Баку, изд. «Язычы», 1983 год.
2. «Самый счастливый человек», (азерб. «Ən xoşbəxt adam») (повести и рассказы). Баку, изд. «Язычы», 1987 год.
3. «Батманкылындж», (азерб. «Batmanqılınc») (роман). Баку, изд. «Гянджлик», 1994 год.
4. «Длинные чёрные волосы», (азерб. «Qapqara uzun saçlar»). Баку.
5. «Ночь апокалипсиса», (азерб. «Qiyamət gecəsi»). Баку.
6. «Узеир Гаджибеков не может быть рождён в палатке», (азерб. «Çadırda Üzeyir Hacıbəyov doğula bilməz») (роман и публицистика). Баку, Шуша, 2001 год.
7. «Если дорога всё равно не ведёт в Шушу…», (азерб. «Bir yol ki, Şuşaya getmir...»). Баку.
8. «Град», (азерб. «Dolu»). Баку, 2008 год.

## Экранизации произведений
- «Град», (азерб. «Dolu»), 2012 год

## Награды
- Заслуженный журналист Азербайджана (21 июля 2005) — по случаю 130-летия национальной прессы Азербайджана, за заслуги в развитии журналистики[5]
- Орден «Слава»(1 апреля 2013) — за заслуги в развитии азербайджанской литературы[6]
- Орден «За службу Отечеству» I степени (11 апреля 2023) — за многолетнюю плодотворную деятельность в общественно-политической жизни[7]